# Северный ветер (картина Мак-Каббина)
«Северный ветер» (англ. The North Wind) — картина австралийского живописца, представителя Гейдельбергской школы Фредерика Мак-Каббина, написанная, как считается, примерно в 1888 году. Находится в Национальной галерее Виктории в Мельбурне (Австралия).

## Сюжет и описание
Картина «Северный ветер» восходит ко временам, когда Мак-Каббин находился под влиянием традиционной академической живописи, но его привлекали новые силы австралийского импрессионизма. Некоторые детали полотна написаны с использованием изысканного стиля, которому художник научился у Джорджа Фредерика Фолингсби в школе при Национальной галерее Виктории, на основе методов, преподаваемых в европейских академиях. Лошадь и телега на картинке ясно иллюстрируют этот подход: здесь Мак-Каббин использовал точные мазки, чтобы аккуратно обработать слои краски до гладкой поверхности, которая изображает объект с высокой степенью реализма.
На картине изображена молодая семья — женщина и ребёнок в телеге, а мужчина с собакой пешком — которые «спускаются вниз по тропе в буше», обдуваемой коварным «северным ветром».

## История
Картина была приобретена Национальной галереей Виктории в 1941 году через Фонд Фелтона. Галерея провела капитальную реставрацию картины в 2014 году.